# Вишняки (Болградський район)
Вишняки́ (у минулому: № 17, Ной-Арциз, Новий Арциз, Джалаїр) — село Павлівської сільської громади Болградського району Одеської області, Україна. Засноване свого часу німецькими колоністами.

## Історія
Спочатку село називалося Новий Арциз. Заселення почалося в 1842 році німцями, переселенцями з міста Арциза.
Станом на 1886 рік у німецькій колонії Арцизької волості Аккерманського повіту Бессарабської губернії мешкало 697 осіб, налічувалось 63 дворових господарства, існувала молитовний будинок, школа та лавка.
У 1946—1947 роках в село приїхали переселенці з Волинської області, Ковельського району, с. Заячівка. А селі був організований радгосп «Зоряний». У 1970 році почалося будівництво будинків для робітників радгоспу. Були побудовані адміністративна будівля, магазини, школа, їдальня, прокладений асфальт.

## Сьогодення
В даний час жителі села пайовики, віддали землю в оренду ВАТ «Агропрайм-Холдінг».
У селі налічується 182 двори, 690 жителів, працює навчально-виховний комплекс (школа-садок), сільська бібліотека, відділення зв'язку, ФАП, сільський клуб.
Відстань до райцентру 12 км.
12 червня 2020 року, відповідно до Розпорядження Кабінету Міністрів України від № 724-р «Про визначення адміністративних центрів та затвердження територій територіальних громад Одеської області», увійшло до складу Павлівської сільської територіальної громади.
19 липня 2020 року, в результаті адміністративно-територіальної реформи і ліквідації Арцизького району, село увійшло до складу новоутвореного Болградського району.

## Населення
Згідно з переписом 1989 року населення села становило 676 осіб, з яких 310 чоловіків та 366 жінок.
За переписом населення 2001 року в селі мешкало 619 осіб.

### Мова
Розподіл населення за рідною мовою за даними перепису 2001 року:
| Мова       | Відсоток |
| ---------- | -------- |
| російська  | 38,92 %  |
| молдовська | 32,91 %  |
| українська | 21,2 %   |
| болгарська | 5,7 %    |
| гагаузька  | 1,11 %   |